# ترافیک (فیلم ۲۰۱۱)
«ترافیک» (انگلیسی: Traffic (2011 film)) یک فیلم است که در سال ۲۰۱۱ منتشر شد.